# Bridegroom (film)
Pour plus de détails, voir Fiche technique et Distribution.
Bridegroom (titre entier : Bridegroom: A Love Story, Unequaled) est un film documentaire américain produit et réalisé par Linda Bloodworth-Thomason, sorti en 2013.
Le film relate « une histoire d’amour américaine » entre deux jeunes hommes. La première de Bridegroom a eu lieu le 23 avril 2013 lors du Festival du film de TriBeCa 2013. La projection a été introduite par l’ancien Président des États-Unis Bill Clinton ce qui lui a valu une couverture médiatique importante.
Le film a remporté le « Prix du Meilleur film documentaire » décerné par le public du festival.

## Synopsis
Bridegroom porte à l’écran l’histoire de Shane Bitney Crone et de son compagnon Thomas Lee Bridegroom surnommé "Tom", qui a perdu la vie dans un tragique accident. Après la mort de Tom, Shane se retrouve isolé et privé de toute protection légale. Le film raconte leurs six années de vie commune ainsi que la lutte de Shane lorsque la famille de Tom ne lui concède même pas le droit d’assister aux funérailles de son amour disparu.

## Production
Le documentaire prend sa source dans un court-métrage, It Could Happen to You (Cela pourrait vous arriver en français) publié le 6 mai 2012 sur YouTube à l’occasion du premier anniversaire de la disparition de Bridegroom. Avertie de la considérable viralité de cette vidéo à travers les réseaux sociaux. Linda Bloodworth-Thomason, qui avait fait la connaissance du couple lors d’un mariage à Palm Springs, contacte alors Crone et lui propose d'en réaliser un film en version longue La production démarre à l’été 2012.
Les 384 375 dollars (soit environ 307 500 euros) qui constituent le budget du film ont été levés sur le site de financement collaboratif Kickstarter, dépassant les 300 000 $ espérés à l’origine. Il s'agit à ce jour du documentaire le plus important financé de cette manière.

## Musique
Les titres utilisés dans le film incluent la musique originale des amis de Tom et Shane : Colleen McMahon (en solo et en duo avec Tom), Ben Rector (interprété par Colleen et Shane), Allison Gray (avec Tom au clavier), quelques fragments des propres enregistrements de Tom ainsi qu’une chanson originale d’Adam Lambert qui a rencontré Shane après avoir visionné It Could Happen To You sur YouTube. Les autres chansons originales sont interprétées par Benjy Gaither, Margo Rey, Nathan Young et Lana Ranahan. La bande originale comporte également de la musique populaire de Macklemore & Ryan Lewis et Fun. La B.O. est listée sur la Base de données cinématographiques d'Internet comme suit.
| No  | Titre                                                        | Auteur                                                    | Interprète(s)                              | Durée |
| --- | ------------------------------------------------------------ | --------------------------------------------------------- | ------------------------------------------ | ----- |
| 1.  | Same Love (produit par Ryan Lewis)                           | Ben Haggerty                                              | Macklemore & Ryan Lewis part. Mary Lambert |       |
| 2.  | When a Heart Breaks                                          | Ben Rector                                                | Shane Bitney Crone & Colleen McMahon       |       |
| 3.  | Carry On (Fun song) (produit par Jeff Bhasker)               | Nate Ruess, Andrew Dost, Jack Antonoff & Jeff Bhasker     | Fun                                        |       |
| 4.  | Outlaws of Love (produit par Rune Westberg)                  | Adam Lambert, Rune Westberg & BC Jean                     | Adam Lambert                               |       |
| 5.  | The Dance                                                    | Tony Arata & Benjy Gaither                                | Nathan Young                               |       |
| 6.  | Here With You                                                | Benjy Gaither                                             | Benjy Gaither                              |       |
| 7.  | This Holiday Night                                           | Margo Rey & Barrett Yeretsian                             | Margo Rey                                  |       |
| 8.  | You Belong to Me                                             | Pee Wee King, Chilton Price, Redd Stewart & Benjy Gaither | Margo Rey                                  |       |
| 9.  | Beautiful Boy                                                | Colleen McMahon                                           | Colleen McMahon                            |       |
| 10. | The Christmas Song (originellement interprété par Mel Tormé) | Mel Tormé & Bob Wells                                     | Thomas Bridegroom & Colleen McMahon        |       |
| 11. | La Mamma Morta                                               | Umberto Giordano & Benjy Gaither                          | Lana Ranahan                               |       |

Le titre original If I Fall, interprété par Tom et Allison Gray dans une scène du film, n’a jamais été enregistré en studio ; cependant, une vidéo de la chanson entière qui avait été tournée à domicile a été postée sur YouTube en novembre 2013. (lien)

## Réception
Bridegroom a reçu un accueil très positif ; sur Rotten Tomatoes, le film décroche le label "fraîcheur certifiée" avec 80 % de critiques positives au "Tomatomètre". Sur Metacritic, le film est “universellement acclamé” avec une évaluation de 85/100.

## Distribution
Bridegroom a été diffusé pour la première fois à la télévision le 27 octobre 2013 dans l’Oprah Winfrey Network. Il est sorti en flux continu sur Netflix et en DVD le 19 novembre 2013. Disponible dans le catalogue Netflix français depuis septembre 2015.